# Endasys punctatior
Endasys punctatior är en stekelart som beskrevs av Luhman 1990. Endasys punctatior ingår i släktet Endasys och familjen brokparasitsteklar. Inga underarter finns listade i Catalogue of Life.